# Federica Panini
Federica Panini (* 20. April 1985) ist eine italienische Badmintonspielerin. 

## Karriere
Federica Panini gewann in Italien von 2000 bis 2003 fünf nationale Juniorentitel. 2003 war sie auch erstmals bei den Titelkämpfen der Erwachsenen sowie bei den Italian International erfolgreich. Zehn weitere Meistertitel folgten in Italien bis 2011.

## Sportliche Erfolge
| Saison | Veranstaltung                               | Disziplin   | Platz | Name                               |
| ------ | ------------------------------------------- | ----------- | ----- | ---------------------------------- |
| 2000   | Italien: Einzelmeisterschaften der Junioren | Mixed       | 1     | Giovanni Traina / Federica Panini  |
| 2000   | Italien: Einzelmeisterschaften der Junioren | Damendoppel | 1     | Federica Panini / Sonia Sutera     |
| 2001   | Brazil International                        | Damendoppel | 1     | Agnese Allegrini / Federica Panini |
| 2003   | Italien: Einzelmeisterschaften der Junioren | Mixed       | 1     | Luigi Iacomino / Federica Panini   |
| 2003   | Italien: Einzelmeisterschaften der Junioren | Dameneinzel | 1     | Federica Panini                    |
| 2003   | Italien: Einzelmeisterschaften der Junioren | Damendoppel | 1     | Federica Panini / Silene Zoia      |
| 2003   | Italien: Einzelmeisterschaften              | Damendoppel | 1     | Agnese Allegrini / Federica Panini |
| 2003   | Italian International                       | Damendoppel | 1     | Agnese Allegrini / Federica Panini |
| 2005   | Italien: Einzelmeisterschaften              | Mixed       | 1     | Giovanni Traina / Federica Panini  |
| 2005   | Italien: Einzelmeisterschaften              | Damendoppel | 1     | Federica Panini / Erika Stich      |
| 2007   | Italien: Einzelmeisterschaften              | Mixed       | 1     | Giovanni Traina / Federica Panini  |
| 2009   | Italien: Einzelmeisterschaften              | Damendoppel | 1     | Federica Panini / Erika Stich      |
| 2009   | Italien: Einzelmeisterschaften              | Mixed       | 1     | Giovanni Traina / Federica Panini  |
| 2010   | Italien: Einzelmeisterschaften              | Dameneinzel | 1     | Federica Panini                    |
| 2010   | Italien: Einzelmeisterschaften              | Damendoppel | 1     | Federica Panini / Erika Stich      |
| 2010   | Italien: Einzelmeisterschaften              | Mixed       | 1     | Giovanni Traina / Federica Panini  |
| 2011   | Italien: Einzelmeisterschaften              | Damendoppel | 1     | Federica Panini / Erika Stich      |
| 2011   | Italien: Einzelmeisterschaften              | Mixed       | 1     | Giovanni Traina / Federica Panini  |